# Парламентські вибори в Нідерландах 2023
Парламентські вибори в Нідерландах 2023 — дострокові загальні вибори в Нідерландах, заплановані на 22 листопада 2023 року для обрання членів Палати представників (Другої палати Генеральних штатів). Очікувалося, що вибори відбудуться 2025 року, але після того, як 7 липня 2023 року четвертий уряд Рютте подав у відставку через розбіжності щодо імміграційної політики, були призначені позачергові вибори. Чинний прем'єр-міністр Марк Рютте оголосив, що не поведе свою партію на вибори й що він йде з політики.

## Передумови
В результаті виборів 2021 року був сформований четвертий уряд Рютте, до якого увійшли представники Народної партії за свободу і демократію (VVD), Християнсько-демократичного заклику (CDA), Демократів 66 (D66) і Християнського союзу (CU). Марк Рютте залишився на посаді прем'єр-міністра.
Уряд пішов у відставку 7 липня 2023 року після того, як чотири партії не змогли домовитися щодо запропонованого обмеження на возз'єднання сімей для біженців, які тікають від збройних конфліктів.

### Зміни в керівництві партій
10 липня 2023 року прем'єр-міністр Марк Рютте оголосив, що не буде знову балотуватися як головний кандидат від VVD і піде з політики, коли новий уряд буде офіційно призначений. Інші партійні та парламентські лідери також оголосили, що не повернуться, зокрема Сіґрід Кааґ (D66), Вопке Гукстра, Пітер Герма (обидва — CDA), Аттьє Куйкен (PvdA), Кіс ван дер Стаайж (SGP), Фарід Азаркан (DENK), Ліане ден Гаан (позапартійна), Нілюфер Ґюндоган (позапартійна) та Сільвана Саймонс (BIJ1). Джессі Клавер оголосив, що, попри те, що він хоче залишатися членом парламенту, він не висуватиме свою кандидатуру на посаду лідера альянсу Партії праці та Зелених. Крім того, нинішня спікерка Палати представників Віра Берґкамп не буде висувати свою кандидатуру на переобрання.

## Виборча система

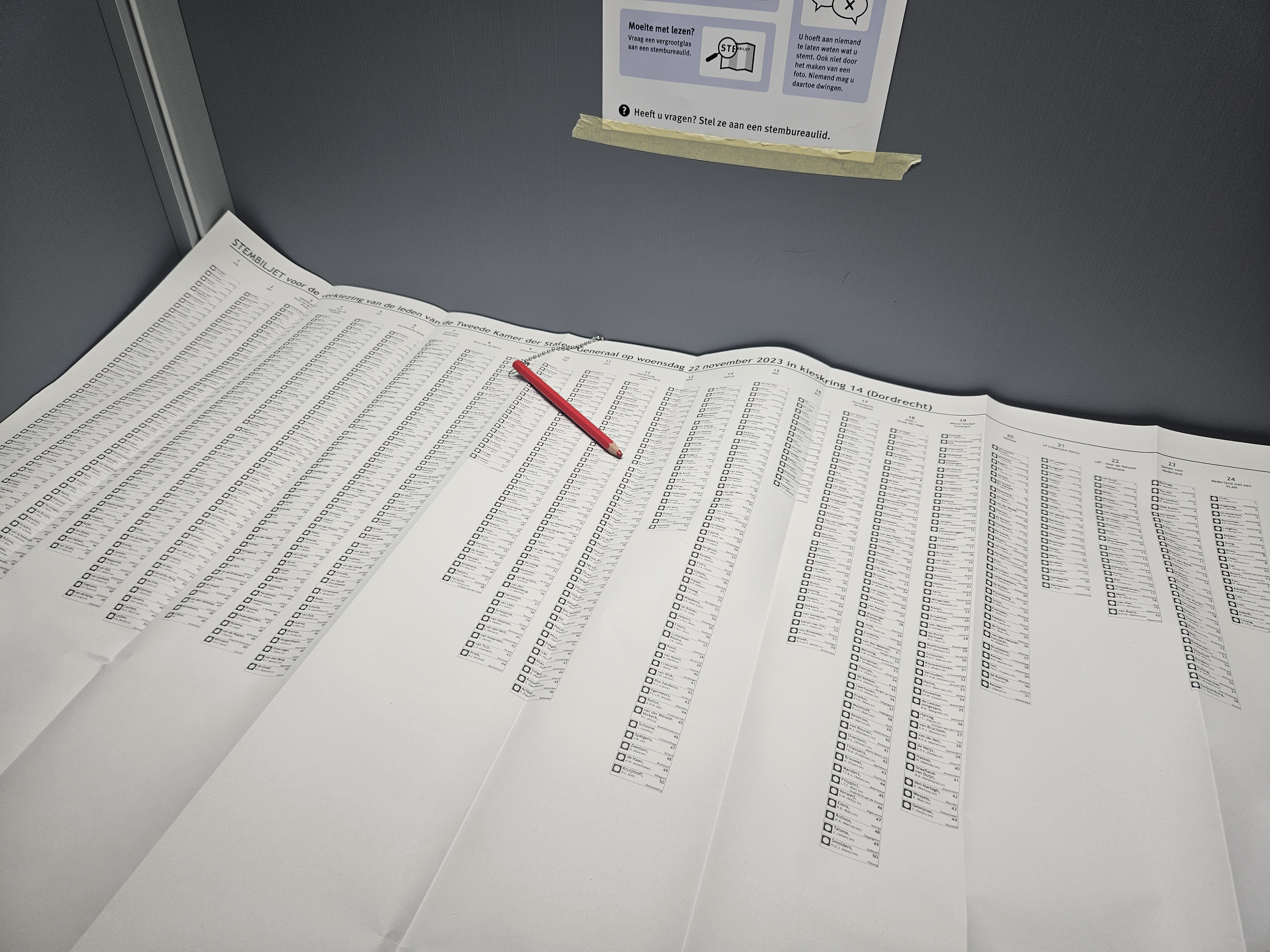
Бюлетень парламентських виборів 2023 року

Відповідно до статей C.1, C.2 і C.3 виборчого закону, вибори до Палати представників відбуваються кожні чотири роки в березні, якщо не оголошуються позачергові вибори. 150 членів Палати представників обираються за пропорційною системою відкритими списками. Кількість місць у списку визначається за допомогою методу д'Ондта. Для того, щоб отримати право на розподіл місць, список повинен набрати кількість голосів, що дорівнює або перевищує квоту Гера (1 повне місце), тобто існує виборчий поріг у 0,67 %. Виборці мають право голосувати за преференційним правом. Місця, отримані списком, спочатку розподіляються між кандидатами, які за результатами преференційного голосування отримали щонайменше 25 % від квоти Гера (фактично 1/4 місця або 0,17 % від загальної кількості голосів), незалежно від їхнього місця у виборчому списку. Якщо кілька кандидатів зі списку долають цей поріг, їхній порядок визначається на основі кількості отриманих голосів. Місця, що залишилися, розподіляються між кандидатами відповідно до їхнього місця у виборчому списку.

## Політичні партії та провідні кандидати
Політичні партії, які оголосили про участь у виборах:
| №  | Партія | Партія                                                              | Партія  | Ідеологія                                  | Кандидат                 | Результат виборів 2021 року | Округи | Прим.         |
| -- | ------ | ------------------------------------------------------------------- | ------- | ------------------------------------------ | ------------------------ | --------------------------- | ------ | ------------- |
| 1  |        | Народна партія за свободу і демократію                              | VVD     | Консервативний лібералізм                  | Ділан Єшільгоз-Зегеріус  | 21.87 % (34 місця)          | 20     | [ 20 ]        |
| 2  |        | Демократи 66                                                        | D66     | Соціал-лібералізм                          | Роб Єттен                | 15.02 % (24 місця)          | 20     | [ 21 ]        |
| 3  |        | Зелені ліві–Партія праці - Зелені ліві - Партія праці               | GL/PvdA | Соціал-демократія, зелена політика         | Франс Тіммерманс         | 10.88 % (17 місць)          | 20     | [ 22 ] [ 23 ] |
| 4  |        | Партія свободи                                                      | PVV     | Націоналізм, правий популізм               | Герт Вілдерс             | 10.79 % (17 місць)          | 20     | [ 24 ]        |
| 5  |        | Християнсько-демократичний заклик                                   | CDA     | Християнська демократія                    | Анрі Бонтенбаль          | 9.50 % (15 місць)           | 20     | [ 25 ] [ 26 ] |
| 6  |        | Соціалістична партія                                                | SP      | Демократичний соціалізм, лівий популізм    | Ліліан Марійніссен       | 5.98 % (9 місць)            | 20     | [ 27 ]        |
| 7  |        | Форум за демократію                                                 | FVD     | Націонал-консерватизм, правий популізм     | Тьєррі Боде              | 5.02 % (8 місць)            | 20     | [ 28 ]        |
| 8  |        | Партія захисту тварин                                               | PvdD    | Енвайронменталізм, прихильники прав тварин | Естер Оувеганд           | 3.84 % (6 місць)            | 20     | [ 29 ]        |
| 9  |        | Християнський союз                                                  | CU      | Християнська демократія                    | Мір'ям Біккер            | 3.37 % (5 місць)            | 20     | [ 30 ]        |
| 10 |        | Вольт Нідерланди                                                    | Volt    | Єврофедералізм                             | Лауренс Дассен           | 2.42 % (3 місця)            | 20     | [ 31 ] [ 32 ] |
| 11 |        | JA21                                                                | JA21    | Консервативний лібералізм, правий популізм | Йост Ердманс             | 2.37 % (3 місця)            | 20     | [ 33 ]        |
| 12 |        | Реформістська партія                                                | SGP     | Християнські праві                         | Кріс Штоффер             | 2.07 % (3 місця)            | 20     | [ 34 ]        |
| 13 |        | DENK                                                                | DENK    | Інтереси етнічних меншин                   | Стефан ван Барле         | 2.03 % (3 місця)            | 20     | [ 35 ]        |
| 14 |        | 50PLUS                                                              | 50+     | Інтереси пенсіонерів                       | Ґерард ван Ґуфт          | 1.02 % (1 місце)            | 20     | [ 36 ]        |
| 15 |        | Фермерсько-Громадянський Рух                                        | BBB     | Аграризм                                   | Кароліна ван дер Плас    | 1.00 % (1 місце)            | 20     | [ 37 ]        |
| 16 |        | BIJ1                                                                | BIJ1    | Антирасизм                                 | Едсон Ольф               | 0.84 % (1 місце)            | 20     | [ 38 ] [ 39 ] |
| 17 |        | Піратська партія–Партія зелених - Піратська партія - Партія зелених | PPNL/DG | Піратська політика, зелена політика        | Марк ван Тройрен         | 0.22 % (0 місць)            | 20     | [ 40 ] [ 41 ] |
| 18 |        | Інтерес Нідерландів                                                 | BVNL    | Правий популізм, консервативний лібералізм | Вибрен ван Гаґа          | —                           | 20     | [ 42 ]        |
| 19 |        | Новий суспільний договір                                            | NSC     | Християнська демократія                    | Пітер Омцігт             | —                           | 20     | [ 43 ]        |
| 20 |        | Сплінтер                                                            | SPL     | Політика проти ідентичності                | Фемке Мерел ван Кутен    | 0.29 % (0 місць)            | 20     | [ 44 ]        |
| 21 |        | Лібертаріанська партія                                              | LP      | Лібертаріанство                            | Том ван Ламоєн           | 0.05 % (0 місць)            | 19     | [ 45 ]        |
| 22 |        | LEF – За нове покоління                                             | LEF     | Молодіжна політика                         | Даніель ван Дуйн         | —                           | 19     | [ 46 ]        |
| 23 |        | Разом за Нідерланди                                                 | SvN     | Правий популізм                            | Мішель Рейзінга          | —                           | 19     | [ 47 ] [ 48 ] |
| 24 |        | Нідерланди з планом                                                 | NLPLAN  | Учасницька демократія                      | Кок Куен Чан             | —                           | 17     | [ 49 ]        |
| 25 |        | Партія за спорт                                                     | PvdS    | Просування здорового способу життя         | Аннемарі ван Дуйвенбоден | —                           | 11     | [ 50 ]        |
| 26 |        | Політична партія за базовий дохід                                   | PPvB    | Прихильники базового доходу                | Зепп Ганнен              | —                           | 8      | [ 51 ]        |

## Кампанія

### Дебати
| Дебати до парламентських виборів в Нідерландах 2023 | Дебати до парламентських виборів в Нідерландах 2023 | Дебати до парламентських виборів в Нідерландах 2023 | Дебати до парламентських виборів в Нідерландах 2023 | Дебати до парламентських виборів в Нідерландах 2023   | Дебати до парламентських виборів в Нідерландах 2023   | Дебати до парламентських виборів в Нідерландах 2023   | Дебати до парламентських виборів в Нідерландах 2023   | Дебати до парламентських виборів в Нідерландах 2023   | Дебати до парламентських виборів в Нідерландах 2023   | Дебати до парламентських виборів в Нідерландах 2023   | Дебати до парламентських виборів в Нідерландах 2023   | Дебати до парламентських виборів в Нідерландах 2023   | Дебати до парламентських виборів в Нідерландах 2023   | Дебати до парламентських виборів в Нідерландах 2023   | Дебати до парламентських виборів в Нідерландах 2023   | Дебати до парламентських виборів в Нідерландах 2023   | Дебати до парламентських виборів в Нідерландах 2023   | Дебати до парламентських виборів в Нідерландах 2023   | Дебати до парламентських виборів в Нідерландах 2023   | Дебати до парламентських виборів в Нідерландах 2023   | Дебати до парламентських виборів в Нідерландах 2023 |
| Дата                                                | Організатори                                        | Канал                                               | Місце проведення                                    | П Присутній З Запрошений НЗ Не запрошений В Відсутній | П Присутній З Запрошений НЗ Не запрошений В Відсутній | П Присутній З Запрошений НЗ Не запрошений В Відсутній | П Присутній З Запрошений НЗ Не запрошений В Відсутній | П Присутній З Запрошений НЗ Не запрошений В Відсутній | П Присутній З Запрошений НЗ Не запрошений В Відсутній | П Присутній З Запрошений НЗ Не запрошений В Відсутній | П Присутній З Запрошений НЗ Не запрошений В Відсутній | П Присутній З Запрошений НЗ Не запрошений В Відсутній | П Присутній З Запрошений НЗ Не запрошений В Відсутній | П Присутній З Запрошений НЗ Не запрошений В Відсутній | П Присутній З Запрошений НЗ Не запрошений В Відсутній | П Присутній З Запрошений НЗ Не запрошений В Відсутній | П Присутній З Запрошений НЗ Не запрошений В Відсутній | П Присутній З Запрошений НЗ Не запрошений В Відсутній | П Присутній З Запрошений НЗ Не запрошений В Відсутній | П Присутній З Запрошений НЗ Не запрошений В Відсутній | Прим.                                               |
| Дата                                                | Організатори                                        | Канал                                               | Місце проведення                                    | Боде                                                  | Біккер                                                | Бонтенбаль                                            | Дассен                                                | Ердманс                                               | Єттен                                                 | Марійніссен                                           | Ольф                                                  | Омцігт                                                | Оувеганд                                              | Штоффер                                               | Тіммерманс                                            | ван Барле                                             | ван дер Плас                                          | ван Гаґа                                              | Вілдерс                                               | Єшільгоз-Зегеріус                                     | Прим.                                               |
| --------------------------------------------------- | --------------------------------------------------- | --------------------------------------------------- | --------------------------------------------------- | ----------------------------------------------------- | ----------------------------------------------------- | ----------------------------------------------------- | ----------------------------------------------------- | ----------------------------------------------------- | ----------------------------------------------------- | ----------------------------------------------------- | ----------------------------------------------------- | ----------------------------------------------------- | ----------------------------------------------------- | ----------------------------------------------------- | ----------------------------------------------------- | ----------------------------------------------------- | ----------------------------------------------------- | ----------------------------------------------------- | ----------------------------------------------------- | ----------------------------------------------------- | --------------------------------------------------- |
| Дата                                                | Організатори                                        | Канал                                               | Місце проведення                                    |                                                       |                                                       |                                                       |                                                       |                                                       |                                                       |                                                       |                                                       |                                                       |                                                       |                                                       |                                                       |                                                       |                                                       |                                                       |                                                       |                                                       | Прим.                                               |
| 22 жовтня                                           | College Tour                                        | NPO 3                                               | Амстердамський вільний університет, Амстердам       | НЗ                                                    | НЗ                                                    | НЗ                                                    | НЗ                                                    | НЗ                                                    | НЗ                                                    | НЗ                                                    | НЗ                                                    | П                                                     | НЗ                                                    | НЗ                                                    | П                                                     | НЗ                                                    | П                                                     | НЗ                                                    | НЗ                                                    | П                                                     | [ 52 ]                                              |
| 30 жовтня                                           | GL/PvdA, NSC                                        | Youtube                                             | Luxor Live, Арнем                                   | НЗ                                                    | НЗ                                                    | НЗ                                                    | НЗ                                                    | НЗ                                                    | НЗ                                                    | НЗ                                                    | НЗ                                                    | П                                                     | НЗ                                                    | НЗ                                                    | П                                                     | НЗ                                                    | НЗ                                                    | НЗ                                                    | НЗ                                                    | НЗ                                                    | [ 53 ] [ 54 ]                                       |
| 3 листопада                                         | NOS                                                 | NPO Radio 1                                         | Nieuwspoort, Гаага                                  | П                                                     | П                                                     | П                                                     | П                                                     | П                                                     | П                                                     | П                                                     | П                                                     | В                                                     | П                                                     | П                                                     | П                                                     | П                                                     | П                                                     | П                                                     | П                                                     | П                                                     | [ 55 ]                                              |
| 5 листопада                                         | RTL Nieuws                                          | RTL 4                                               | Felix Meritis, Амстердам                            | НЗ                                                    | НЗ                                                    | НЗ                                                    | НЗ                                                    | НЗ                                                    | НЗ                                                    | НЗ                                                    | НЗ                                                    | П                                                     | НЗ                                                    | НЗ                                                    | П                                                     | НЗ                                                    | НЗ                                                    | НЗ                                                    | НЗ                                                    | П                                                     | [ 56 ]                                              |
| 12 листопада                                        | RTL Nieuws                                          | RTL 4                                               | Felix Meritis, Амстердам                            | НЗ                                                    | НЗ                                                    | НЗ                                                    | НЗ                                                    | НЗ                                                    | П                                                     | П                                                     | НЗ                                                    | В                                                     | П                                                     | НЗ                                                    | В                                                     | НЗ                                                    | П                                                     | НЗ                                                    | П                                                     | П                                                     | [ 57 ]                                              |
| 16 листопада                                        | Talpa TV                                            | SBS6                                                | Media Park, Гілверсум                               | НЗ                                                    | НЗ                                                    | НЗ                                                    | НЗ                                                    | НЗ                                                    | НЗ                                                    | НЗ                                                    | НЗ                                                    | П                                                     | НЗ                                                    | НЗ                                                    | П                                                     | НЗ                                                    | НЗ                                                    | НЗ                                                    | П                                                     | П                                                     | [ 58 ]                                              |
| 17 листопада                                        | ND Verkiezingsdebat                                 | Youtube                                             | De Basiliek, Венендал                               | НЗ                                                    | П                                                     | П                                                     | НЗ                                                    | НЗ                                                    | НЗ                                                    | НЗ                                                    | НЗ                                                    | НЗ                                                    | НЗ                                                    | П                                                     | НЗ                                                    | НЗ                                                    | НЗ                                                    | НЗ                                                    | НЗ                                                    | НЗ                                                    | [ 59 ]                                              |
| 17 листопада                                        | SP, NSC                                             | Youtube                                             | Невідомо                                            | НЗ                                                    | НЗ                                                    | НЗ                                                    | НЗ                                                    | НЗ                                                    | НЗ                                                    | П                                                     | НЗ                                                    | П                                                     | НЗ                                                    | НЗ                                                    | НЗ                                                    | НЗ                                                    | НЗ                                                    | НЗ                                                    | НЗ                                                    | НЗ                                                    | [ 60 ]                                              |
| 17 листопада                                        | EenVandaag                                          | NPO 1                                               | Media Park, Гілверсум                               | НЗ                                                    | П                                                     | П                                                     | НЗ                                                    | НЗ                                                    | НЗ                                                    | П                                                     | НЗ                                                    | НЗ                                                    | НЗ                                                    | НЗ                                                    | НЗ                                                    | НЗ                                                    | НЗ                                                    | НЗ                                                    | НЗ                                                    | НЗ                                                    | [ 61 ]                                              |
| 18 листопада                                        | EenVandaag                                          | NPO 1                                               | Media Park, Гілверсум                               | НЗ                                                    | НЗ                                                    | НЗ                                                    | П                                                     | П                                                     | НЗ                                                    | НЗ                                                    | НЗ                                                    | НЗ                                                    | НЗ                                                    | НЗ                                                    | НЗ                                                    | П                                                     | НЗ                                                    | НЗ                                                    | НЗ                                                    | НЗ                                                    | [ 61 ]                                              |
| 18 листопада                                        | Omroep Brabant, Omroep Zeeland, L1                  | Omroep Brabant, Omroep Zeeland, L1                  | Evoluon, Ейндговен                                  | НЗ                                                    | НЗ                                                    | П                                                     | НЗ                                                    | НЗ                                                    | П                                                     | П                                                     | НЗ                                                    | В                                                     | П                                                     | НЗ                                                    | В                                                     | НЗ                                                    | П                                                     | НЗ                                                    | П                                                     | П                                                     | [ 62 ]                                              |
| 19 листопада                                        | Jeugdjournaal                                       | NPO 3                                               | Media Park, Гілверсум                               | НЗ                                                    | НЗ                                                    | П                                                     | НЗ                                                    | НЗ                                                    | П                                                     | НЗ                                                    | НЗ                                                    | В                                                     | НЗ                                                    | НЗ                                                    | П                                                     | НЗ                                                    | П                                                     | НЗ                                                    | П                                                     | П                                                     | [ 55 ]                                              |
| 20 листопада                                        | EenVandaag                                          | NPO 1                                               | Rotterdam Ahoy, Роттердам                           | НЗ                                                    | НЗ                                                    | НЗ                                                    | НЗ                                                    | НЗ                                                    | П                                                     | НЗ                                                    | НЗ                                                    | П                                                     | НЗ                                                    | НЗ                                                    | П                                                     | НЗ                                                    | П                                                     | НЗ                                                    | П                                                     | П                                                     | [ 61 ]                                              |
| 21 листопада                                        | NOS                                                 | NPO 1                                               | B67, Гаага                                          | П                                                     | П                                                     | НЗ                                                    | П                                                     | П                                                     | НЗ                                                    | НЗ                                                    | П                                                     | НЗ                                                    | НЗ                                                    | П                                                     | НЗ                                                    | П                                                     | НЗ                                                    | П                                                     | НЗ                                                    | НЗ                                                    | [ 55 ]                                              |
| 21 листопада                                        | NOS                                                 | NPO 1                                               | B67, Гаага                                          | НЗ                                                    | НЗ                                                    | П                                                     | НЗ                                                    | НЗ                                                    | П                                                     | П                                                     | НЗ                                                    | П                                                     | П                                                     | НЗ                                                    | П                                                     | НЗ                                                    | П                                                     | НЗ                                                    | П                                                     | П                                                     | [ 55 ]                                              |

### Дебати на NOS op 3
На додаток до традиційних дебатів, серію дебатів між двома або трьома партійними лідерами організовує програма новин NOS op 3. Дебати транслюються через засоби масової інформації програми, такі як радіо та YouTube. Дебати транслюються в режимі реального часу і проводяться в присутності обраної групи молодих людей, які, окрім глядачів, що дивляться пряму трансляцію на YouTube, ставлять кандидатам різні запитання.
- 30 жовтня: Мір'ям Біккер (CU) та Естер Оувеганд (PvdD)
- 31 жовтня: Пітер Омцігт (NSC) та Франс Тіммерманс (GL/PvdA)
- 1 листопада: Тьєррі Боде (FvD) та Роб Єттен (D66)
- 2 листопада: Кароліна ван дер Плас (BBB) та Ділан Єшільгоз-Зегеріус (VVD)
- 3 листопада: Лауренс Дассен (Volt), Едсон Ольф (BIJ1) та Кріс Штоффер (SGP)
- 4 листопада: Анрі Бонтенбаль (CDA) та Ліліан Марійніссен (SP)
- 5 листопада: Йост Ердманс (JA21), Стефан ван Барле (DENK) та Вибрен ван Гаґа (BVNL)

### Напади
Засновник і лідер «Форуму за демократію» Тьєррі Боде зазнав нападу з парасолькою 26 жовтня 2023 року після прибуття до Гентського університету.
20 листопада 2023 року на Боде знову напали, цього разу в Гронінгені, і він був госпіталізований.

## Результати
- збережено
- виграно
- втрачено

| Партія | Партія                                 | Голоси (%) | Місця | +/- |
| ------ | -------------------------------------- | ---------- | ----- | --- |
|        | Партія свободи                         | 23.49      | 37    | +20 |
|        | Зелені ліві-Партія праці               | 15.75      | 28    | +8  |
|        | Народна партія за свободу і демократію | 15.24      | 24    | -10 |
|        | Новий суспільний договір               | 12.88      | 20    | +20 |
|        | Демократи 66                           | 6.29       | 9     | -15 |
|        | Фермерсько-Громадянський Рух           | 4.65       | 7     | +6  |
|        | Християнсько-демократичний заклик      | 3.31       | 5     | -10 |
|        | Соціалістична партія                   | 3.15       | 5     | -4  |
|        | DENK                                   | 2.37       | 3     | 0   |
|        | Партія захисту тварин                  | 2.25       | 3     | -3  |
|        | Форум за демократію                    | 2.23       | 3     | -5  |
|        | Реформістська партія                   | 2.08       | 3     | 0   |
|        | Християнський союз                     | 2.04       | 3     | -2  |
|        | Вольт Нідерланди                       | 1.71       | 2     | -1  |
|        | JA21                                   | 0.68       | 1     | -2  |
|        | Інтерес Нідерландів                    | 0.51       | 0     | 0   |
|        | 50PLUS                                 | 0.49       | 0     | -1  |
|        | BIJ1                                   | 0.42       | 0     | -1  |
|        | Сплінтер                               | 0.12       | 0     | 0   |
|        | Піратська партія-Партія зелених        | 0.09       | 0     | 0   |
|        | Нідерланди з планом                    | 0.05       | 0     | 0   |
|        | Разом за Нідерланди                    | 0.05       | 0     | 0   |
|        | LEF - За нове покоління                | 0.05       | 0     | 0   |
|        | Лібертаріанська партія                 | 0.04       | 0     | 0   |
|        | Партія за спорт                        | 0.04       | 0     | 0   |
|        | Політична партія за базовий дохід      | 0.01       | 0     | 0   |
| Разом  | Разом                                  | 100        | 150   | 0   |